# 遠東宏信
遠東宏信有限公司，簡稱遠東宏信（英語：Far East Horizon Ltd.，港交所：3360），在1991年，由中國中化集團公司設立金融子公司。前身為「远东国际租赁有限公司」。
現時業務金融、贸易、咨询、投资等行業，現時董事長為劉德樹，總裁為孔繁星。本公司總部位於香港湾仔港湾道1号会展办公大楼4706室，而業務運作中心位於上海世紀大道88號金茂大廈3502室（由同屬中化集團的金茂集團持有）。股份在2011年3月30日於香港交易所主板上市。招股價為5.2港元至6.8港元，集資額為55.49亿港元，配售股份為8.16亿股。
2013年1月6日獲股東中化集團的全資子公司Greatpart Limited通知，其合共3.74億股該公司股份，即相當於該公司已發行股本約11.38%，已於1月6日通過UBS AG香港分行配售予國泰人壽以及其他若干投資者。於交易完成時，Greatpart Limited所持股量將由12.9億股減至9.19億股，持股百分比將由39.32%降至27.94%。是次交易後，台灣國泰金控旗下國泰人壽持有該公司股份提高至9%。
2015年7月6日中國民生投資股份有限公司以每股作價6.9港元，購入遠東宏信5.29億股股份，佔已發行股本的16.06%，斥資36.5億港元

## 連結
- FEHorizon.com （页面存档备份，存于）